# 1975 en Nouvelle-Écosse
Chronologie de la Nouvelle-Écosse
- 1971
- 1972
- 1973
- 1974
- 1975
- 1976
- 1977
- 1978
- 1979

Cette page concerne des événements survenus en 1975 dans la province canadienne de la Nouvelle-Écosse.

## Politique
- Premier ministre : Gerald Regan
- Chef de l'Opposition :
- Lieutenant-gouverneur : Clarence L. Gosse
- Législature :

## Naissances

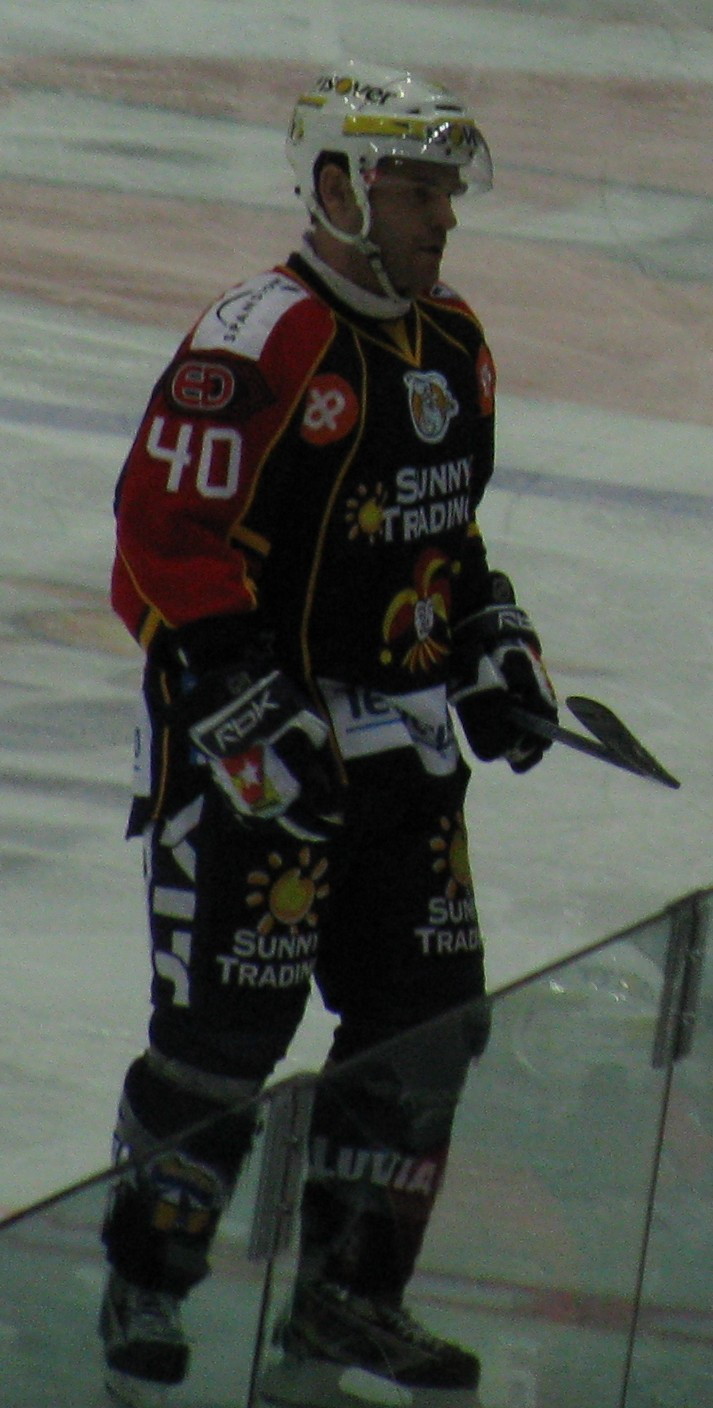
David Ling

- 9 janvier : David Ling (né à Halifax), joueur professionnel de hockey sur glace canadien évoluant au poste d'attaquant.

- 1er février : Tracy Cameron (née à Truro), rameuse canadienne.